# Langues senagi
Les langues senagi sont une famille de langues papoues parlées en Papouasie-Nouvelle-Guinée, dans la province de Sandaun et en Indonésie, dans la province de Papouasie.

## Classification
S. Wurm (1975) inclut les langues senagi dans la famille hypothétique des langues de Trans-Nouvelle-Guinée. Malcolm Ross (2005) rejette cette classification et en fait une famille langues papoues indépendante, tout comme Haspelmath, Hammarström, Forkel et Bank.

## Liste des langues
Les langues senagi sont :
- angor
- dera

## Sources
- (en) Malcolm Ross, 2005, Pronouns as a preliminary diagnostic for grouping Papuan languages, dans Andrew Pawley, Robert Attenborough, Robin Hide, Jack Golson (éditeurs) Papuan pasts: cultural, linguistic and biological histories of Papuan-speaking peoples, Canberra, Pacific Linguistics. pp. 15–66.